# أهلا وسهلا بالأشبال (مجلة)
مجلة أهلاً وسهلاً بالأشبال هي مجلة سعودية شهرية صدرت نهاية عام 1989 كملحق داخل مجلة أهلا وسهلا التي تصدرها العلاقات العامة بالخطوط الجوية السعودية، توقفت عن الصدور مع بداية عام 1992م، رئيس التحرير: أيوب عبد الله بلخير، قطع المجلة 30× 22سم، عدد الصفحات 10 صفحات ملونة، لها غلاف خارجي، وتسمى في الحشايا «أشبال السعودية» توجه إلى الأطفال من سن 6 إلى 14 سنة، والشخصية الرئيسة فيها هي هشام.
تعتمد المجلة على 3 صفحات من القصص الكرتونية، يخلو الملحق من المقدمة أو الإشارات وليست هناك إشارة إلى المؤلفين أو الرسامين أو حتى توقيعات بعضهم، تخلو المجلة من مساهمات القراء أو رسوم لهم وتأتي هويتها أن قارئها عابر، وهو يركب الطيارة يحتفظ قد يحتفظ بها، أو يتركها في الطائرة، تخلو المجلة من أي شعار، ولا تباع بل توزع مجاناً على متن الطائرات، وهناك صفحتان: نزهة الأذكياء تعتمد على التسالي وحلولها، ونصف صفحة للهوايات، وقصة هشام غالباً ما توجه إلى الطفل دون الثامنة، حيث تمتزج الرسوم التوضيحية بالكتابة، تخلو هذه الصفحات من الإعلانات وإن كانت المجلة في هد ذاتها تعتمد على الإعلانات

## الأبواب
- المعلوم والمستقبل
- أصل الأشياء
- ابن بطوطة